# Gaspar de Coligny

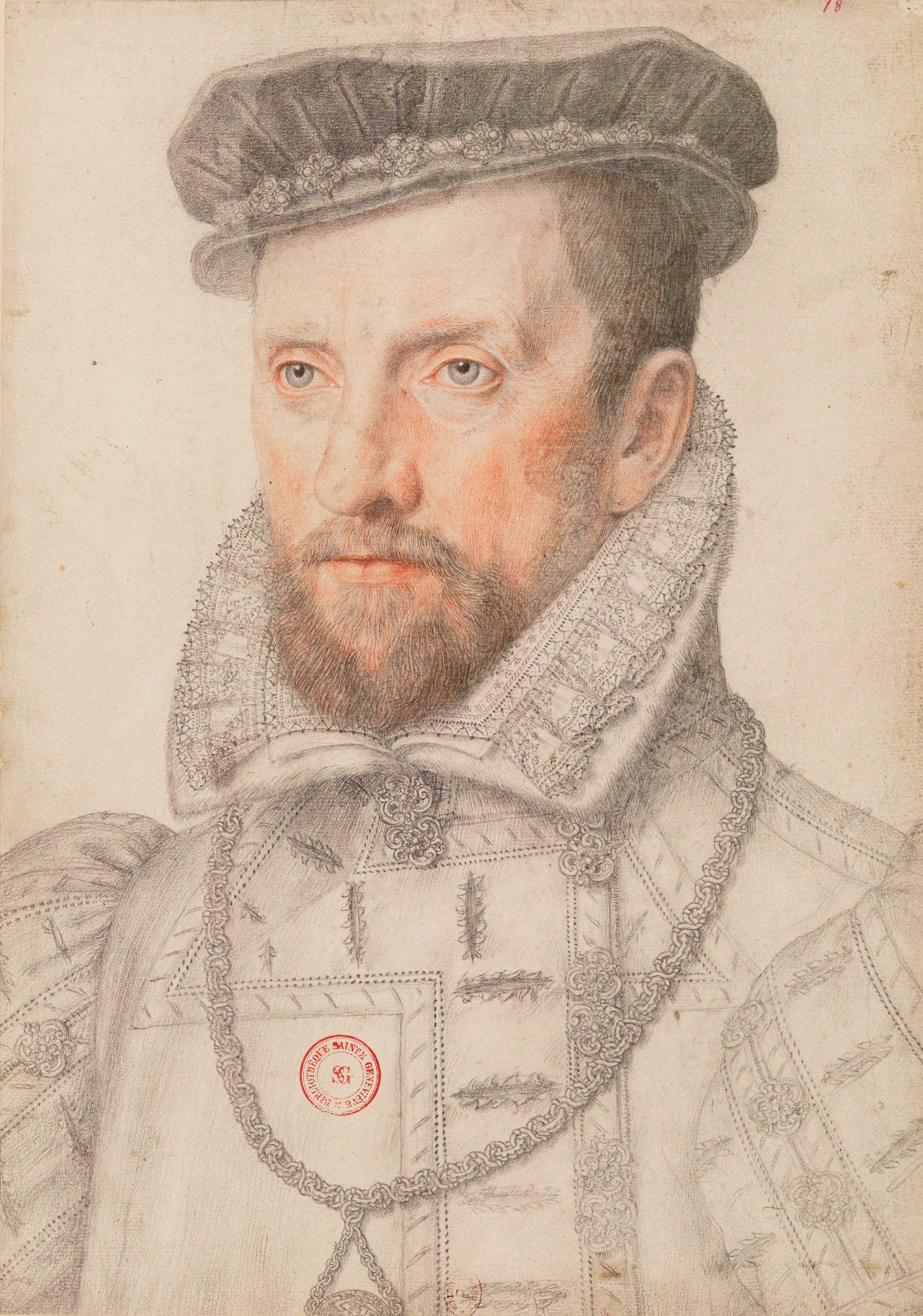
Gaspard de Coligny.

Gaspard de Coligny o Gaspard de Chatillon (Châtillon-Coligny, 16 de febrero de 1519-París, 24 de agosto de 1572) fue un noble francés, político y militar que lideró el partido de los hugonotes protestantes durante las Guerras de religión de Francia. Era de religión calvinista.

## Biografía

### Títulos y orígenes
Conde de Coligny, barón de Beaupont y Beauvoir, Montjuif, Roissiat, Chevignat y otros, fue más conocido como Gaspard de Coligny. Su padre era Gaspar de Coligny, mariscal de Francia que se distinguió durante las Guerras de Italia, y su madre, la hermana del condestable Anne de Montmorency.
En 1547 se casó en la capilla del castillo de Montmuran, en Ille-et-Vilaine, con Charlotte de Laval, hija del conde Guy XVI de Laval.
En 1552 fue nombrado almirante de Francia y más tarde, gobernador de Picardía.

### Periodo bajo Francisco I
En 1557, tras la ruptura de la Tregua de Vaucelles pactada con Carlos V y la invasión francesa de Nápoles, Coligny tomó el mando de las tropas de Enrique II de Francia durante la batalla de San Quintín. Después de la derrota, fue capturado y encarcelado en la Ecluse, permaneciendo dos años en prisión, durante los cuales adoptó las ideas de los hugonotes a instancias de su familia.

### Líder protestante
Tras hacerse protestante, se convirtió en dirigente del partido de los hugonotes junto con el príncipe de Condé.
En 1563 tuvo lugar el asesinato de Francisco I de Lorena, duque de Guisa, por Poltrot de Méré, y Gaspard de Coligny fue acusado de haberlo encargado. Más tarde, en 1567, participó en otro complot junto con Luis I de Condé, Francisco de Coligny y Guyonne XVIII de Laval: la persecución de Meaux contra el rey Carlos IX de Francia y la reina madre Catalina de Médici. A raíz de ello, el rey le condenó a muerte y confiscó sus bienes, pero abandonó la corte en compañía del príncipe de Condé para exiliarse en Borgoña, y más tarde en La Rochelle.
Llamado por Carlos IX de Francia, durante la tercera guerra religiosa tomó el mando único del partido protestante tras la batalla de Jarnac (13 de marzo de 1569) donde fue asesinado Condé. En Moncontour (3 de octubre de 1569), Coligny fue derrotado por el duque de Anjou, futuro Enrique III de Francia, pero consiguió huir hacia el Languedoc con sus tropas, donde se reorganizó y formó el ejército de los "vizcondes". Coligny recuperó la iniciativa militar y amenazó París en 1570 desde Charité-sur-Loire, forzando entonces la Paz de Saint-Germain (8 de agosto de 1570), en la que logró estipular su readmisión en la corte y la de los protestantes en la administración.
Este acuerdo de paz fue contestado entre otros por el ala más intransigente del partido católico, que se inquietó por su influencia sobre Carlos IX, a quien Coligny propuso hasta tres veces intervenir en Flandes contra España.

### Atentado y asesinato
El 22 de agosto de 1572, como parte de los acontecimientos previos a la Matanza de San Bartolomé, Coligny sufrió un atentado que le dejó gravemente herido al pasar delante de una mansión que pertenecía a los Guisa. Existen varias versiones historiográficas sobre los responsables de este acto: Catalina de Médici en persona, la Casa de Guisa o incluso por mandato del duque de Alba, representante de Felipe II de España.
El rey Carlos IX acudió a visitar a Coligny y le prometió amparo, pero la insistencia de sus partidarios en reclamar justicia le hicieron dudar de que no se tratase de un nuevo complot del partido hugonote. Fue entonces cuando se desencadenaron los acontecimientos de la noche del 23 de agosto de 1572, conocidos como matanza de San Bartolomé, durante los cuales Coligny, aún convaleciente, fue asesinado en su lecho y defenestrado, dando comienzo a la cuarta de las guerras de religión.

## Recuperación de su memoria
En su honor, se erigió en 1802 el oratorio del Louvre, situado en la actualidad en el cruce de la calle del Oratorio con la de Rivoli, no lejos del palacio del Louvre.
Hoy en día numerosos descendientes suyos pertenecen a diversas casas soberanas. Su hija Luisa (1555-1620) se casó con Guillermo de Orange-Nassau, estatúder de Holanda.

## Imágenes conocidas de Coligny
Nos han llegado distintos retratos de Gaspar de Coligny, uno de Jan Antonisz van Ravesteyn conservado en el Rijksmuseum y un dibujo anónimo en la Biblioteca Nacional de Francia. Más adelante en el tiempo, Gustave Crauck esculpió su imagen en el monumento erigido en la calle Rivoli de París. Conocemos algunos grabados tomados de los cuadros y realizados con posterioridad a su fallecimiento y sólo algunos pocos de su época retratan a Gaspar de Coligny con ocasión de la  Matanza de San Bartolomé.
Además, conocemos algunas medallas como la realizada en 1821 por Raymond Gayrard, siendo muy pocas las que se realizaron en la época del personaje. 